# دوبال‌میوه گرد
دوبال‌میوه گرد (نام علمی: Dipterocarpus globosus) نام یک گونه از سرده دوبال‌میوه‌ها است.